# Persepolis (Film)
Persepolis ist ein französischer Zeichentrickfilm aus dem Jahr 2007. Basierend auf der gleichnamigen Graphic Novel von Marjane Satrapi (* 1969) erzählt Persepolis die Kindes- und Jugendgeschichte der Regisseurin während und nach der Islamischen Revolution (1979) im Iran. Der Film hat mehrere Filmpreise gewonnen, unter anderem den Preis der Jury bei den Internationalen Filmfestspielen von Cannes, bei denen Persepolis uraufgeführt wurde.

## Handlung
Die achtjährige Marjane wächst während der Herrschaft Schah Mohammad Reza Pahlavis behütet in Teheran auf. Als der Schah ins Exil geht und die Islamische Republik ausgerufen wird, empfinden sie und ihre Familie Aufbruchstimmung, zumal der Onkel Anouche, ein Kommunist, aus dem Gefängnis entlassen wird. Begeistert spielt Marjane das politische Geschehen mit ihren Freunden auf der Straße nach, sie selbst sieht sich als Prophetin, die mit Gott in Kontakt steht.
Doch als die neuen Machthaber ihre vom Islam geprägten gesellschaftlichen Vorstellungen in praktische Politik umsetzen, empfinden Marjane und ihre Familie das Leben im Iran immer bedrückender. Marjane erträgt, unterstützt von ihrer willensstarken Großmutter, nur widerwillig die Repressalien, sie hört heimlich Hard Rock und trägt eine Punk-Jacke. Als der Onkel wegen seiner kommunistischen Vergangenheit von den neuen Machthabern hingerichtet wird und Teheran im Golfkrieg gegen den Irak bombardiert wird, beschließen Marjanes Eltern, sie ins Lycée Français de Vienne nach Österreich zu schicken.
In Wien ist Marjane eine Außenseiterin, findet aber trotzdem schnell Freunde. Eine unglücklich verlaufende Liebesbeziehung zieht sie in eine tiefe Depression. Marjane verlässt die Schule, verliert ihre Wohnung und lebt auf der Straße. Als sie nach einer schweren Erkrankung in ein Krankenhaus eingeliefert wird, beschließt sie, nach Teheran zurückzukehren und einen Neuanfang zu wagen.
Marjane beginnt ein Studium an der Kunsthochschule, verliebt sich und heiratet. Die Ehe verläuft aber unglücklich, und so beschließt Marjane, den Iran für immer zu verlassen und nach Frankreich zu emigrieren.

## Entstehungsgeschichte

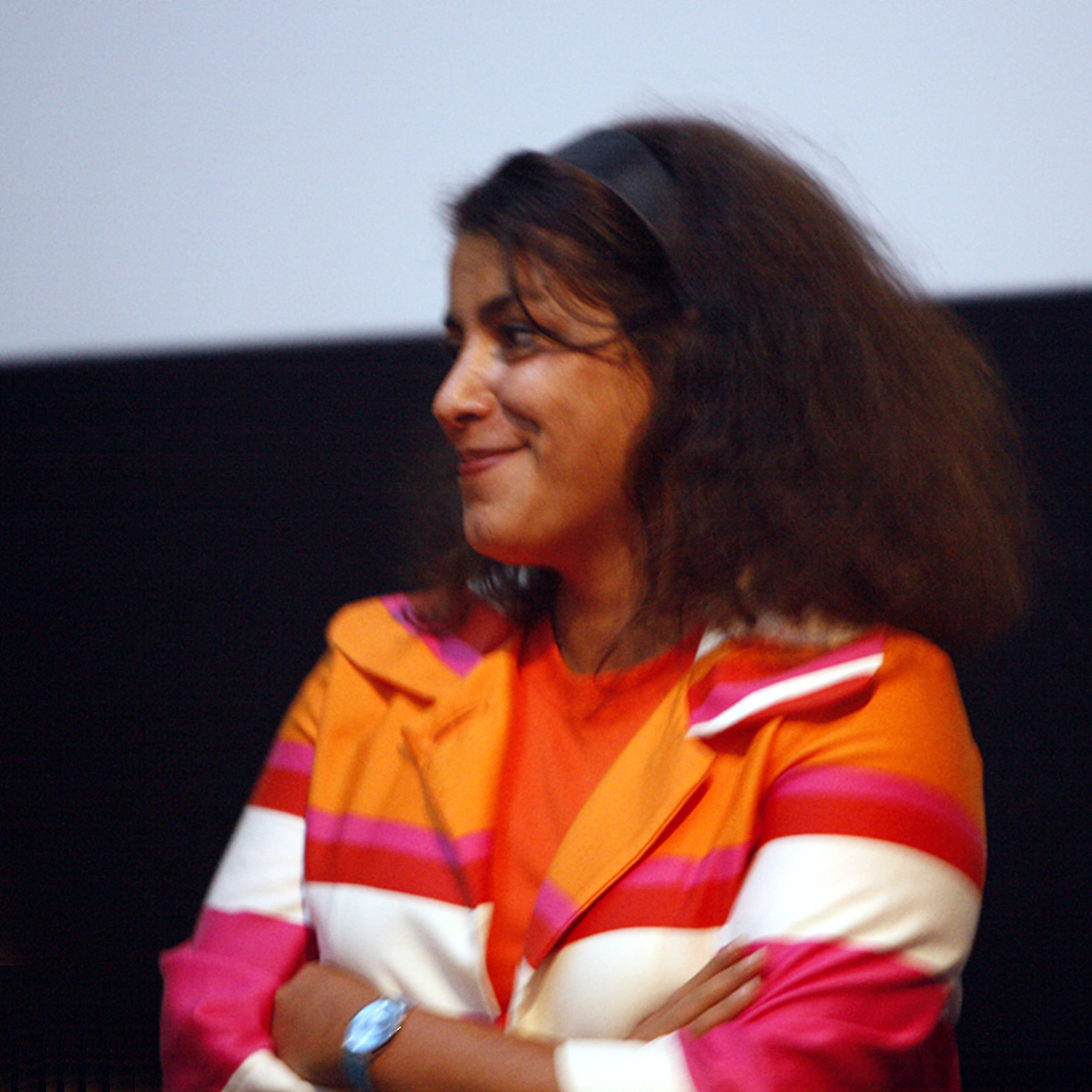
Marjane Satrapi

Persepolis basiert auf einer vierteiligen Graphic Novel der Iranerin Marjane Satrapi, die in der Geschichte ihre eigenen Erfahrungen verarbeitet hat. Der Zeichentrickfilm hält sich dabei streng an den optischen Stil der Comics. Die Bilder sind als 2D-Animation in Schwarzweiß gehalten, nur der Beginn neuer Lebensabschnitte Marjanes ist farbig gezeichnet. Stilistisch sind Comic und Film von dem US-amerikanischen Zeichner Art Spiegelman und seinem bekanntesten Werk Maus geprägt.
Persepolis ist Satrapis erste Regiearbeit. An dem Film arbeitete sie zusammen mit Vincent Paronnaud, der unter dem Pseudonym Winshluss ebenfalls Comiczeichner ist. Beide adaptierten Satrapis Graphic Novel und zeichneten einen Großteil der Bilder. Dadurch kam die Filmproduktion mit einem Budget von weniger als 8 Millionen Euro aus. Während der Entstehung des Films wurde die US-amerikanische Produzentin Kathleen Kennedy als Partnerin gewonnen, wodurch die internationale Vermarktung des Films gesichert werden konnte.

### Synchronisation
Die Stimmen wurden unter der Anleitung von Marjane Satrapi vor der Animation des Films aufgenommen. Es war ihr ausdrücklicher Wunsch, dass Catherine Deneuve die Rolle von Marjanes Mutter sprechen sollte, obwohl Satrapi nicht daran glaubte, dass es möglich wäre, sie zu engagieren. Schließlich übernahm Catherine Deneuve nicht nur die Rolle der Mutter, sondern auch ihre Tochter Chiara Mastroianni die Rolle der Marjane. Die Großmutter wurde von Danielle Darrieux gesprochen.
In der deutschen Synchronfassung übernahm Nadja Tiller die Rolle der Großmutter. Marjane wird von Jasmin Tabatabai gesprochen, die selbst in Teheran aufwuchs und zu Beginn der islamischen Revolution mit ihrer Mutter nach Deutschland floh.
Die deutsche Vertonung fand bei der Berliner Synchron statt. Christoph Cierpka schrieb das Dialogbuch und führte die Dialogregie.
| Rolle                                                 | französischer Sprecher | deutscher Sprecher | englischer Sprecher |
| ----------------------------------------------------- | ---------------------- | ------------------ | ------------------- |
| Marjane 'Marji' Satrapi (als Teenager und Erwachsene) | Chiara Mastroianni     | Jasmin Tabatabai   | Chiara Mastroianni  |
| Mrs. Satrapi (Marjanes Mutter)                        | Catherine Deneuve      | Eva Kryll          | Catherine Deneuve   |
| Marjanes Großmutter                                   | Danielle Darrieux      | Nadja Tiller       | Gena Rowlands       |
| Mr. Satrapi (Marjanes Vater)                          | Simon Abkarian         | Marcus Off         | Sean Penn           |
| Onkel Anouche                                         | François Jerosme       | Hanns Zischler     | Iggy Pop            |

Jasmin Tabatabai erhielt für ihre Synchronisation den Deutschen Preis für Synchron für „herausragende weibliche Synchronarbeit“.

## Rezeption
Persepolis wurde bei der Premiere am 23. Mai 2007 während der 60. Filmfestspiele von Cannes äußerst positiv aufgenommen. Der Film wurde mit einem Spezialpreis der Jury ausgezeichnet.
Zur Veröffentlichung in Deutschland am 22. November 2007 bestätigte sich der positive Eindruck des Films. Julia Enke von der Frankfurter Allgemeinen lobt Persepolis als „unglaublich komischen und zugleich sehr traurigen Film“. Birgit Glombitza beschreibt im Spiegel Persepolis als eine „kongeniale Verfilmung“ und stellt fest, dass der deutsche Expressionismus und der italienische Neorealismus Pate gestanden hätten.
Richard Corliss setzte im Magazin Time Persepolis in der Auflistung der zehn besten Filme des Jahres auf den sechsten Platz und lobte, dass es der Coming-of-Age-Film schaffe, gleichzeitig erschütternd und ausgelassen zu wirken.

## Auszeichnungen
Neben dem Preis der Jury bei den Filmfestspielen von Cannes wurde Persepolis bei weiteren Filmfestivals ausgezeichnet, unter anderem mit der Sutherland Trophy des London Film Festivals und mit den Publikumspreisen des Vancouver International Film Festivals und des Internationalen Filmfestivals von São Paulo. Die Kritikervereinigungen von Los Angeles und New York zeichneten Persepolis als besten Animationsfilm aus.
Bei der Verleihung des Europäischen Filmpreises war Persepolis als Bester Europäischer Film nominiert, konnte sich aber nicht gegen das rumänische Drama 4 Monate, 3 Wochen und 2 Tage durchsetzen. Als Bester fremdsprachiger Film wurde Persepolis sowohl für einen Golden Globe Award als auch bei den Independent Spirit Awards nominiert. Bei der Oscarverleihung 2008 stand Persepolis sowohl auf der Auswahlliste für den besten fremdsprachigen Film als auch für den besten Animationsfilm, konnte sich aber nur in letzterer Kategorie unter den drei nominierten platzieren. Bei der 33. Verleihung der Césars wurde Persepolis als bestes Erstlingswerk und für das beste adaptierte Drehbuch ausgezeichnet; der Film war in vier weiteren Kategorien, unter anderem als bester Film, nominiert.
Der Film erhielt den Prix du Syndicat Français de la Critique für das beste französische Filmdebüt.
Die Deutsche Film- und Medienbewertung FBW in Wiesbaden verlieh dem Film das Prädikat besonders wertvoll.

## Zensur
Das iranische Regime hatte allerdings schon im Vorfeld der Premiere in Cannes gegen die Aufführung von Persepolis protestiert, da der Film die Errungenschaften der Islamischen Revolution verfälscht darstelle. Im Februar 2008 durfte der Film im Iran dann doch gezeigt werden – allerdings waren sechs Szenen mit „sexuellem Inhalt“ zensiert worden.
Im Libanon wurde die Veröffentlichung von Persepolis Ende März 2008 zunächst nach Protesten der Hisbollah wegen „irankritischer“ und „islamfeindlicher“ Inhalte verboten, doch wurde das Verbot kurze Zeit später von Kulturminister Tarek Mitri wieder aufgehoben und eine zensierte Version des Films zur Vorführung freigegeben.
Am 14. Oktober 2011 fand in Tunis eine Demonstration tausender Menschen vor dem tunesischen Fernsehsender Nessma TV statt, der Persepolis ausstrahlte. Die Kundgebungsteilnehmer wandten sich gegen die Darstellung von Gott als alten, bärtigen Mann. Später wurde das Haus des Senderchefs, Nabil Karoui, attackiert und in Brand gesetzt. Die islamistische Ennahda-Partei distanzierte sich von den Angriffen. Am Tag darauf fand in Tunis als Reaktion eine Unterstützungsdemonstration für Meinungsfreiheit statt, bei der ebenfalls tausende Menschen teilnahmen.